# 16 Психея
16 Психея е много голям астероид от основния пояс, малко над 200 km в диаметър и вероятно най-големият от металните М-клас астероиди. Той по проблизителни оценки съдържа 0,6 процента от масата на целия астероиден пояс.
Този астероид е открит от Анибал де Гаспарис на 17 март 1852 от Неапол и е наречен на Психея. На първите петнадесет открити астероида астрономите дават символи, подобни на тези на планетите, като вид просто означение, но по-късно тази схема е изоставена – през 1851 година е предложено означието да е номер, ограден в кръг. Психея е първият астероид, получил номер по новата схема.